# Черне
Че́рне (чеш. Černé jezero) (Чёрное озеро)  — самое большое и глубокое озеро естественного происхождения на территории Чехии, расположено в Шумаве, в Пльзенском краю, в 6 км от города Железна-Руда на северо-запад..
Это ледниковое озеро, образовавшееся в последнюю ледниковую эпоху, оно имеет треугольную форму. Озеро окружено хвойным лесом. В воде содержатся олиготрофы. Из озера вытекает Черни-Поток, который впадает в Углаву. Водораздел проходит практически по озеру, озеро, соответственно, входит в бассейн Эльбы, впадающей в Северное море, хотя Чёртово озеро в 2 км южнее уже относится к бассейну Дуная и Чёрного моря.
Старейшая, построена в 1929—1930 годах, гидроаккумулирующая электростанция Чехии находится на этом озере, используя его как верхний резервуар.
Поскольку до границы с Западной Германией было менее километра, в эпоху Железного занавеса доступ к озеру был очень ограничен. Это было использовано Службой государственной безопасности Чехословакии и КГБ СССР в операции Нептун в 1964 году, по тайному затоплению документов нацистских ГУИБ документов и последующем их «случайном нахождении».

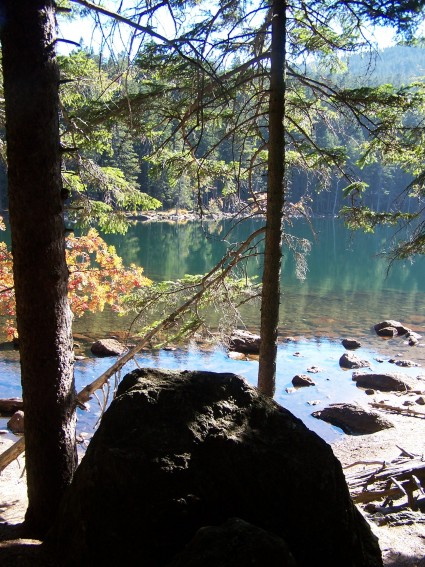
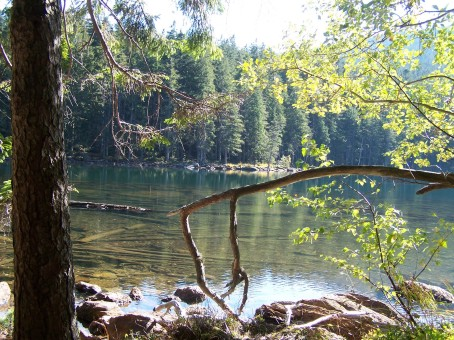
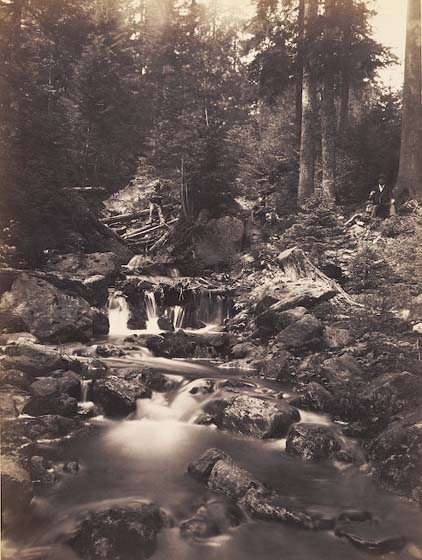